# Фелисиоли, Жан-Лу
Жан-Лу Фелисиоли (фр. Jean-Loup Felicioli, 18 июля 1960, Альбервиль, Франция) — французский художник и режиссёр-аниматор. Номинант «Сезара» и «Оскара».

## Биография
Родился 18 июля 1960 году в Альбервиле. Изучал живопись в Школах изящных искусств Анси, Страсбурга, Перпиньяна и Валенсии. Предполагал стать художником, о своём занятии мультипликацией говорит как о случайном стечении обстоятельств.
С 1987 года сотрудник студии Folimage в Бур-ле-Валансе. Его фильмы обычно сняты по сценарию Алена Ганьоля. В партнёрстве с ним отвечает за графику:

«Ален делает черновой сценарий, мы обсуждаем его, после этого я уже создаю рисунки».
.
Снимал короткометражные мультфильмы, многие из них удостоены высоких наград на кинофестивалях.
Снятый в 2010 году творческим тандемом полнометражный анимационный фильм «Кошачья жизнь» — история про кота, немую девочку, её маму-полицейского, вора-одиночку и банду злодеев, противостоящих им. В озвучивании ленты приняла участие Бернадетт Лафон. Картина участвовала в Берлинале, стала номинантом на премии «Сезар» и «Оскар» как лучший анимационный фильм. Сборы в США составили $309 973. Зрители увидели в фильме отголоски творчества Альфреда Хичкока и Романа Полански.
В 2015 году закончил полнометражный мультфильм «Искусственный мальчик» («Мальчик-фантом»). Главный герой обладает необычной способностью становиться невидимым. Он дружит с полицейским, который передвигается лишь на инвалидном кресле, но продолжает борьбу с преступностью. Жан-Лу Фелисиоли говорит о фильме:

«"Искусственный мальчик" — это простая добродушная история, но в то же время она старается показать детям простые общепринятые человеческие ценности — доброту, любовь, дружбу».
Одну из ролей в фильме озвучивает Одри Тоту. В ранних версиях сценария была сильна реалистическая жёсткая линия. Постепенно сюжет был смягчён, добавлена любовная линия. Главного героя режиссёр уподобил персонажам Marvel Comics, которыми Ален Гиньоль увлекался в возрасте 10 лет. Злодей является смесью Человека-невидимки в фильме Джеймса Уэйла и Джокера из комиксов о Бэтмене. В мультфильме использованиы мотивы творчества Пабло Пикассо и американских нуаров.

## Особенности творчества
Для фильмов Фелисиоли характерна ирония, детективная или псевдодетективная интрига. Персонажи стилизованы под фигуры на полотнах Амедео Модильяни. Умело используется музыка, любимые режиссёром джазовые мотивы контрастируют с молчаливыми паузами, что резко меняет ритм и общее настроение фильма. Режиссёр любит абсурдный юмор, насыщенные цвета и балетную пластику.
Режиссёр признаётся:

«Это правда, что мои истоки как в живописи, так и в комиксах. Я большой поклонник комиксов о Тинтине, я думаю, что это видно на картинке… Мне нравится играть с небольшим искривлением пространства, искажения материи, чтобы придать им магический облик. Это часто деликатный и сложный баланс, чтобы найти правильное соотношение до мельчайших деталей, так же, как в часовом механизме».

## Фильмография
| Год  | Фильм                                                         | Название на французском языке           | Награды |
| ---- | ------------------------------------------------------------- | --------------------------------------- | --- |
| 1989 |                                                               | Sculpture sculptures (Короткометражный) | César Awards, France 1990 — Номинация на Лучший короткометражный фильм в анимации |
| 1997 | Эгоист (Короткометражный)                                     | L’egoïste                               | приз за лучшую короткометражку Festival d’Oberhaussen (1997); Prix à la Qualité / CNC (1997), Dresden Film Festival 1997 — Лучший анимационный фильм, Гран-при Festival National du Film d’Animation, Marly le Roi (1996); приз за лучшую короткометражку Festival de Bourg en Bresse 1996; приз за лучшую короткометражку Festival d’Espinho (Portugal, 1996); Prix France 3, Festival du Court Métrage de Villeurbanne (1996); |
| 1999 | Маленькие трагедии (Короткометражный, ТВ-сериал, 10 эпизодов) | Les tragédies minuscules                | Zagreb World Festival of Animated Films 2002 — Special Recognition |
| 2000 |                                                               | Le nez à la fenêtre (Короткометражный)  | |
| 2005 | Безысходность / Коридор (Короткометражный)                    | Le couloir                              | Hiroshima International Animation Festival 2006 — Специальный приз, Annecy International Animated Film Festival 2005 — Номинация на The Annecy Cristal |
| 2006 | Дурные времена (Короткометражный)                             | Mauvais temps                           | Ottawa International Animation Festival 2007 — Номинация на Гран-при |
| 2010 | Кошачья жизнь                                                 | Une vie de chat                         | Warsaw International Film Festival 2011 — Приз зрительских симатий и 5 номинаций, включая Сезар и Оскар |
| 2015 | Искусственный мальчик                                         | Phantom Boy                             | |